# Col du Barioz
Le col du Barioz est un col des Alpes françaises, dans le massif de Belledonne. Situé à 1 042 m d'altitude, c'est le plus élevé des cols que franchit la route départementale 280, appelée « route des balcons de Belledonne », qui, depuis les années 1930, relie Allevard à Uriage en passant par les villages situés sur les balcons ouest du massif qui longent la vallée du Grésivaudan, en Isère.

## Géographie
Le col du Barioz, situé entre, à l'est, le crêt du Poulet (1 726 m) et le crêt Luisard (1 803 m) et, à l'ouest, le sommet de Barlet (1 285 m), se trouve sur la commune de Theys, tout près de sa limite avec celle de Crêts en Belledonne. Il relie, sur cette dernière, le bourg de Saint-Pierre-d'Allevard et les nombreux hameaux qui s'étagent le long du ruisseau du Salin, au nord, à la commune de Theys, au sud.

## Histoire

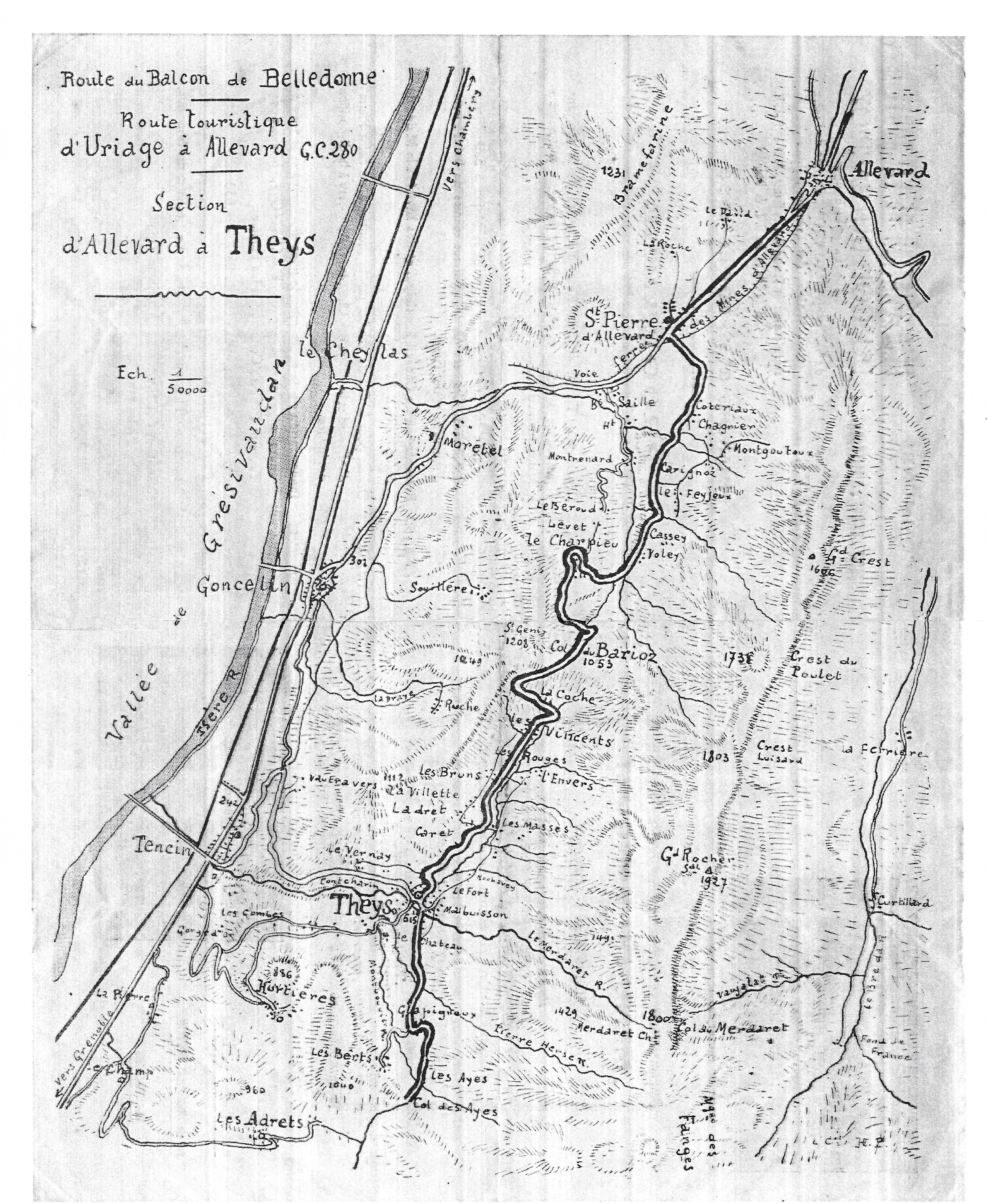
Le premier tronçon, entre Allevard et Theys, de la nouvelle route touristique devant relier Allevard à Uriage (1931).

L'histoire du col du Barioz est liée à la construction ex nihilo de la route des balcons de Belledonne, actuelle départementale 280, sous l'impulsion du Touring Club de France et des élus des diverses communes intéressées par le projet, dont Joseph Paganon, maire de Laval, conseiller général du canton de Goncelin, député depuis 1924 et ministre des Travaux publics entre janvier 1933 et juin 1935. La création de cette route a un but touristique : relier les stations thermales d'Allevard et d'Uriage par un itinéraire plaisant dominant la vallée du Grésivaudan ; elle a aussi un but économique : relier entre eux par une route transversale les villages des balcons de Belledonne qui ne communiquaient alors pratiquement qu'avec la vallée du Grésivaudan.
Les travaux débutent en 1931 avec la construction d'un premier tronçon entre Saint-Pierre-d'Allevard et Theys. Son inauguration a lieu en grande pompe au col du Barioz, jonction entre les deux communes, le 3 septembre 1933, en présence de nombreuses personnalités locales et nationales, dont Edmond Chaix, président du TCF.

## Activités
Le col permet l'accès à la station du Barioz disposant d'un domaine alpin et nordique ainsi qu'à divers chemins de grande randonnée, dont le GRP du Balcon des Sept-Laux.
Classé en deuxième catégorie, il a été franchi par le Tour de France en 1980 (18e étape : Morzine-Prapoutel) et 1981 (20e étape : Le Bourg d'Oisans-Le Pleynet).
Le col du Barioz, comme la route des balcons de Belledonne dans son ensemble, est très fréquenté par les motocyclistes, les cyclistes et les cyclotouristes. Entre 1985 et 2006 avait lieu, en avril, une course à pied sur les 65 kilomètres de route et 1 500 m de dénivelé entre Allevard et Uriage.